# Sharpay's Fabulous Adventure (colonna sonora)
Sharpay's Fabulous Adventure è il terzo album della cantante pop-rock e attrice statunitense Ashley Tisdale. L'album è uscito negli Stati Uniti il 25 maggio 2011 sotto l'etichetta Walt Disney.
La favolosa avventura di Sharpay è uno spin-off della serie High School Musical. La grande stella, Ashley Tisdale ha registrato alcune canzoni per il film, come confermato da lei stessa il 22 maggio 2010, che sono stati successivamente confezionati insieme in una colonna sonora. L'ex stella di High School Musical Lucas Grabeel ha registrato una reinterpretazione della hit di Justin Bieber Baby per il film e il co-protagonista Bradley Steven Perry nel film ha cantato My Girl and Me. Il brano Gonna Shine è diventato il primo singolo dell'album e ha avuto una prima mondiale su Radio Disney il 25 marzo 2011. Per problemi con la casa discografica la colonna sonora di Sharpay's Fabulous Adventure non è stata distribuita in Italia.

## Tracce
1. Gonna Shine - 3:09
2. My Boy and Me - 2:25
3. My Girl and Me - 2:15
4. New York's Best Kept Secret - 3:28
5. The Rest of My Life - 3:01
6. Baby - 3:34
7. Walking on Sunshine
8. Fabulous (Remix)